# Гранжан, Сильвия
Сильвия Гранжан (фр. Silvia Grandjean; род. 27 августа 1934 года, Невшатель,  Швейцария) — швейцарская фигуристка, выступавшая  в   парном катании. В паре с  Мишелем Гранжаном она — серебряный призёр  чемпионата мира 1954,   чемпионка Европы 1954 и трёхкратная  чемпионка Швейцарии 1952 — 1954.

## Результаты
| Соревнования            | 1951 | 1952 | 1953 | 1954 |
| ----------------------- | ---- | ---- | ---- | ---- |
| Зимние Олимпийские игры |      | 7    |      |      |
| Чемпионаты мира         | 7    | 6    | 4    | 2    |
| Чемпионаты Европы       | 4    | 4    |      | 1    |
| Чемпионаты Швейцарии    |      | 1    | 1    | 1    |